# Руйнівники (серіал)
Руйнівники австралійське реаліті шоу Прем'єра відбулася на каналі A&E 21 березня 2017 року.
Лорі Вутіер руйнівник та мисливець за скарбами який збирає різноманітний брухт. З двома його співробітниками, Джабба і Бенні, він рятує предмети з усієї Вікторії і перевозить їх у свій магазин Camperdown або Purrumbete Homestead, який він тримає разом з його дружиною Сью і сином Чарлі. Продаж акрів сміття та скарбів може обговорюватись.